# بوقلمون‌ماهی باله‌کوتاه
بوقلمون‌ماهی باله‌کوتاه، خروس‌ماهی کوتوله، صخره‌ماهی خارکوتاه یا عقرب‌ماهی خارکوتاه (نام علمی: Dendrochirus brachypterus)، گونه‌ای از ماهیان پرتوباله دریایی وابسته به خانواده عقرب‌ماهیان (عقرب‌ماهی‌ها و خروس‌ماهی‌ها) است که در اقیانوس هند و اقیانوس آرام یافت می‌شود. گاهی در تجارت آکواریومی یافت می‌شود.